# Oncaea delicata
Oncaea delicata är en kräftdjursart som beskrevs av Heron, English och Damkaer 1984. Oncaea delicata ingår i släktet Oncaea och familjen Oncaeidae. Inga underarter finns listade i Catalogue of Life.